# Molly Picklum
Molly Picklum est une surfeuse australienne née le 26 novembre 2002 à Gosford, en Nouvelle-Galles du Sud. Participante à la World Surf League à compter de 2022, elle en a remporté deux étapes, à chaque fois à Sunset Beach, à Hawaï, aux États-Unis : la première en 2023 et la seconde en 2024. Elle est qualifiée pour l'épreuve féminine des Jeux olympiques d'été de 2024, organisés à Paris.